# Disciplina
disciplina, ältere Form: discipulina, ist der lateinische Parallelbegriff zu altgriechisch παιδεία paideía und kann diesen übersetzen. Wie paideía bezeichnet disciplina allgemein Erziehung und (Aus-)Bildung, sowohl den Vorgang als auch die Bildungsinhalte und das Ergebnis. Über das Begriffsfeld Bildung hinausgehend, kann disciplina auch die Weltordnung bezeichnen.

## Klassische lateinische Literatur
Stets bleibt die umfassende Bildung mitgedacht, die eine moralische und eine intellektuelle Komponente hat, wenn das Wort disciplina in drei Lebensbereichen sein besonderes Kolorit gewinnt: in der Familie, im Staat und im Militär.
- Disciplina in der Familie: Der Pater familias tritt hier weniger als Erzieher denn als Herrscher in Erscheinung und kann von den Angehörigen sowie von den Sklaven Gehorsam erwarten. Inhalt der familiären disciplina ist das sittliche Verhalten gemäß der Tradition (mos maiorum) und dem eigenen Stand.[1]
- Disciplina im Staat: In der Römischen Republik wahrte der Censor die disciplina; in der Kaiserzeit oblag dies den Kaisern. Ein Römer war durch die disciplina auf eine einfache Lebensweise, Zurückhaltung und Selbstbeherrschung verpflichtet. Doch stieg disciplina nicht zum umfassenden Tugendbegriff auf; das Wort verlor nicht den Beiklang von Zucht, die der Vater an den Kindern ausübt. Auch der Staat übte disciplina im Sinne von Zucht gegenüber den Bürgern aus, indem die öffentliche Ordnung gewahrt wurde und Verbrechen geahndet wurden.[2]
- Disciplina im Militär: Der Feldherr erwartete von seinen Soldaten unbedingten Gehorsam. Die als heilig geltende disciplina militaris umfasst außer diesem Gehorsam die spezifisch soldatische Lebensweise – römische Bürgertugenden wie Einfachheit und Anspruchslosigkeit, Geduld, Sittlichkeit, plus die durch Lagerleben und stetes Waffentraining erworbenen soldatischen Fertigkeiten.[3]

Disciplina im Sinne von Bildungsinhalten bezeichnet bei den klassischen lateinischen Autoren oft die Kunst der Auguren – die Gesamtheit des Fachwissens und der Regeln, die ein Augur beherrschte. Ebenso kann die Gesamtheit der Lehren, die eine philosophische Schule vertritt, als disciplina beispielsweise der Stoiker oder Pythagoreer bezeichnet werden; disciplina heißt auch die Gesamtheit der Anhänger einer bestimmten philosophischen Schule sowie ein einzelner philosophischer Lehrsatz. Wissensgebiete, die man heute als Künste oder Wissenschaften bezeichnen würde, hießen im klassischen Latein artes oder disciplinae. Während beide Oberbegriffe oft gleichbedeutend gebraucht wurden, unterschied Cassiodor die drei artes Grammatik, Rhetorik und Dialektik von den vier disciplinae Arithmetik, Geometrie, Musik und Astronomie. Etrusca disciplina war die römische Bezeichnung für die Lehren und Kultpraktiken der Etrusker. Obwohl die Lebensweise der Vestalinnen wie auch der Mithrasanhänger vieles umfasste, was in anderen Kontexten als disciplina bezeichnet wurde, sind die Formulierungen disciplina Vestalium bzw. disciplina Mithraica nicht bezeugt.

## Christliche Literatur der Spätantike
Die lateinischen christlichen Schriftsteller der Spätantike übernahmen den Begriff disciplina in seiner Bedeutungsfülle. Da philosophische Schulen mit ihren Lehrsätzen als disciplina bezeichnet wurden, war es für sie sehr naheliegend, das Christentum, die aus ihrer Sicht wahre Philosophie, als disciplina zu bezeichnen, weiterhin auch die christlichen Glaubenssätze und alltagspraktischen Regeln. Gegenüber den Klassikern lässt sich eine stärkere Betonung von disciplina = Zucht feststellen und davon abgeleitet die neue Bedeutung: Züchtigung, Strafe. Eine Komponente bei dieser Begriffsentwicklung war, dass die Vetus Latina und die Vulgata hebräisch מוּסׇר mûsār oft mit disciplina übersetzten; das hebräische Substantiv mûsār bedeutet 1. Züchtigung, Strafe; 2. Zurechtweisung, Verwarnung, Rüge, Zucht, 3. (als Ergebnis von 1. und 2.) Zucht, gute Erziehung, Bildung.
Bei Tertullian und Augustinus bezeichnet disciplina die Gesamtheit der Lehre Christi – sowohl Glaubenssätze als auch alltagspraktische Regeln. Disciplina war ein Lieblingsbegriff Tertullians. Er bestimmte das Verhältnis von regula fidei und disciplina als „Früher und Später, … Vor- und Nachordnung“. In seinem Traktat De virginibus velandis hob Tertullian Teilbereiche der für Christen verbindlichen disciplina von der bloßen Gewohnheit (consuetudo) ab und fasste sie mit der regula fidei zusammen; polemisch formulierte er, Christus habe sich als Wahrheit und nicht als Gewohnheit bezeichnet. In De praescriptione haereticorum charakterisierte er die Häretiker als ohne disciplina, da sie jedem Christen kirchliche Gemeinschaft gewährten, Katechumenen und Gläubige sowie Kleriker und Laien einander gleichstellten und Frauen ermöglichten, als Lehrerinnen, Heilerinnen oder Exorzistinnen hervorzutreten und Taufen vorzunehmen. Heinz Ohme betont, dass die hier angesprochenen Ordnungen des kirchlichen Lebens für Tertullian ebenso wie Aspekte der christlichen Lebensführung und die übergeordnete regula fidei unveränderliche „Wahrheit“ gewesen seien.
Augustinus unterschied deutlich je nach Adressaten: an die Heiden gewandt, argumentierte er mit der disciplina christiana; in der Auseinandersetzung mit Häretikern berief er sich auf die disciplina catholica. Er unterschied innerhalb der disciplina zwischen Unterweisung (instructio) und Züchtigung (coercitio); beides seien Heilmittel der Seele, die einerseits durch Liebe, andererseits durch Furcht wirkten.
Von Zucht und Züchtigung ging die kirchenlateinische Begriffsentwicklung von disciplina weiter zu Kirchenzucht und bezeichnete nun insbesondere die häufigste kirchliche Strafe, die Exkommunikation. Die spätantiken und frühmittelalterlichen Mönchsregeln kannten unter dem Oberbegriff disciplina ein abgestuftes System von Strafen; seit dem 6. Jahrhundert bezeichnete disciplina die Strafe der Geißelung.

## Mittelalterliches Latein
In den mittelalterlichen Rechtsquellen bezeichnet disciplina die kirchliche Rechtsordnung, die von kirchlichen Autoritäten verhängten Kirchenzuchtmaßnahmen, diese Strafen selbst, aber auch ein Leben konform mit den kirchlichen Weisungen. Im scholastischen Lehrbetrieb ist disciplina allgemein der Unterricht, dann auch der Unterrichtsstoff und seine Vermittlung. Disciplina war für die Scholastiker jene Grundhaltung, die ein wissenschaftliches Arbeiten ermöglichte: Demut und Rechtgläubigkeit gepaart mit Gründlichkeit.